# Gladys Asmah
Gladys Asmah (1939-2014) est une femme politique et entrepreneure ghanéenne. Elle est une ancienne ministre, notamment des Pêches, ainsi qu'une députée de Takoradi. 

## Enfance et éducation
Gladys Asmah est née le 16 octobre 1939, à Cape Coast, dans la région centrale. Elle a commencé ses études primaires à la Wesley Girls School puis au Ghana National College, tous deux à Cape Coast. Après ses études secondaires, elle a travaillé brièvement avec la Ghana Railway Corporation, puis comme superviseure au laboratoire et au département de contrôle de la qualité de la Pioneer Tobacco Company (PTC), où elle a été employée pendant six ans. 
Ayant suivi une formation en gestion chez PTC, elle a décidé de poursuivre ses études en Grande-Bretagne. Et donc, en juin 1963, elle a quitté le Ghana pour le Royaume-Uni.
Au Royaume-Uni, elle a fréquenté l'université du Middlesex, anciennement connue sous le nom de Hendon College of Technology, et le Leeds College of Education and Home Economics puis s'est qualifiée en tant que membre de l'Institutional Management Association de Londres.

## Carrière d'entrepreneur
Après sa formation, elle a travaillé avec le British Council en tant que directrice adjointe au Overseas' Students Centre, Portland Palace, Londres. Elle a décidé de se spécialiser dans le domaine de la couture et s'est donc familiarisée avec les organisations de la mode. Gladys Asmah a rassemblé quelques machines et a commencé à fabriquer des chemises de nuit et des jupons à Birmingham. 
Lorsqu'elle est finalement revenue s'installer au Ghana, elle a créé une usine via un partenariat et l'a incorporée plus tard, en 1975, en tant que société à responsabilité limitée, consacrée à l'assistance à la fabrication d'huile de palme. 
Lorsque le Département de la protection sociale a créé l'Institut de formation des femmes au Takoradi Neighbourhood Centre pour former les filles aux matières professionnelles, Gladys Asmah a accepté et a proposé l'aide de son atelier pour former les jeunes femmes de la région. 
Elle est associée à plusieurs entreprises et organisations publiques : elle est présidente du conseil d'administration du Takoradi Women Training Institute, membre du conseil d'administration de l'Ahantaman Rural Bank, deuxième vice-présidente de l'Association of Ghana Industries et présidente du Comité régional de mise en œuvre de la Women in Development. 
Elle siège également au conseil d'administration de la Fjai Secondary School. Elle est membre du conseil d'administration du Ghana National College, membre du Conseil consultatif régional de l'Ouest et présidente du comité sectoriel, au sein du Comité des affaires féminines du New Patriotic Party (NPP). En tant que députée de Takoradi, elle a participé à plusieurs conférences à l'étranger, notamment un séminaire sur les nouvelles tendances dans l'industrie du textile et du vêtement, à l'université d'État de Caroline du Nord en 1994, un séminaire sur l'aide aux artisans à Hartford (Connecticut, États-Unis) et un séminaire sur le financement des exportations, conférence internationale des femmes entrepreneurs de l'USAID, à New Delhi (Inde) en 1981. 

## Carrière politique
Elle est députée de Takoradi de janvier 1997 à janvier 2009, ainsi que ministre des Affaires féminines et des Enfants entre 2001 et 2005 puis ministre des Pêches de 2005 à 2009.

## Mort
Gladys Asmah est décédée le 24 juin 2014 à l'hôpital universitaire Korle-Bu d'Accra, où elle avait été hospitalisée pendant deux semaines. Elle a été enterrée à Takoradi, après des funérailles organisées le 1er novembre 2014. 

## Distinctions
Elle est décorée de l'ordre de la Volta.